# Pistulina albiclavata
Pistulina albiclavata är en stekelart som beskrevs av Hoffer 1976. Pistulina albiclavata ingår i släktet Pistulina och familjen sköldlussteklar. Inga underarter finns listade i Catalogue of Life.